# Jan Bamert
Jan Alexandre Bamert, né le 9 mars 1998 à Zurich, est un footballeur suisse, qui évolue au poste de défenseur.

## Biographie

### Carrière en club
Jan joue son premier match avec Grasshopper Zurich le 6 février 2016 contre le BSC Young Boys, en Super League 2015-2016 (match nul 1-1 au Stade de Suisse). Il joue le match dans son intégralité et avec la particularité de figurer au poste de milieu de terrain.
Ses bonnes performances durant la saison 2016-2017 lui valent de nombreuses sollicitations de clubs européens.
Le 28 juillet 2017, il s'engage en faveur du club valaisan du FC Sion, où il paraphe un contrat jusqu'en 2022.
Il quitte le FC Sion à l'issue de la saison 2021-2022.

### Carrière en sélection
Avec les moins de 19 ans, il participe aux éliminatoires du championnat d'Europe des moins de 19 ans en 2016, mais les Suisses échouent leur tentative de qualification.
Bamert participe ensuite aux éliminatoires du championnat d'Europe espoirs 2019 avec les espoirs où il joue trois matchs : face au pays de Galles tout d'abord, puis deux fois face à la Roumanie.